# Stadion des 28. März
Das Stadion des 28. März (arabisch ملعب 28 مارس) ist ein Stadion in Bengasi, Libyen.
Der libysche Fußballerstligist Al-Ahly Bengasi bestreitet seine Heimspiele in diesem Stadion. Das Stadion fasst 55.000 Zuschauer und ist damit das zweitgrößte in Libyen nach dem Stadion des 11. Juni in Tripolis.
Das Stadion wurde nach dem 28. März 1952 benannt, da an diesem Tag Libyen der 1945 gegründeten Arabischen Liga beitrat.
Das Stadion war Austragungsort von sieben Spielen im Rahmen der Fußball-Afrikameisterschaft 1982, darunter ein Halbfinale.